# Östra Grevie

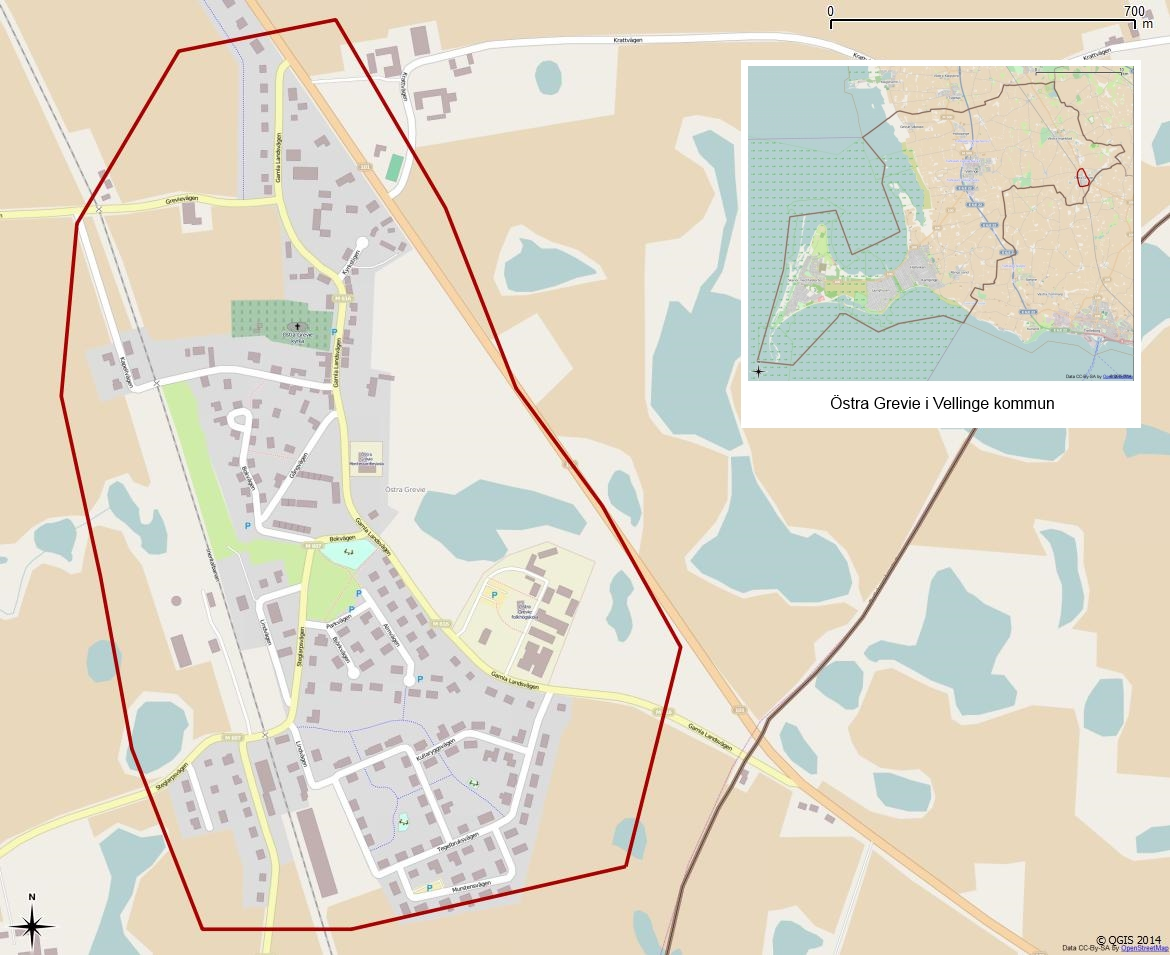
Tätorten Östra Grevies avgränsning 1990.

Östra Grevie är en by och tätort på Söderslätt i Vellinge kommun i Skåne, mellan Malmö och Trelleborg. Den ligger i Östra Grevie socken, två kilometer öster Västra Grevie och en kilometer öster om Mellan-Grevie.

## Historia
Arkeologiska fynd har gjorts där man bland annat har hittat huslämningar med lokalt tillverkad keramik som hör hemma i förromersk järnålder (500 f.Kr.–Kr.f.) samt i vikingatid (800–1050 e.Kr.).
Östra Grevie nämns första gången 1228 då namnet skrevs Graaeffhöhae. Under 1500-talet skriver man Greffue som i folkmun blev Grövie. Namnet tolkas att betyda gravhögarna och syftar på Bolmers högar. 
På 1680-talet fanns det tankar på att göra Östra Grevie till tingsplats för Oxie härad, men det blev inte så, då tingshuset inrättades i Klörup istället.
”Den här trakten är den vackraste i världen”
1749 kom Carl von Linné förbi byn. Han skall ha yttrat ”Den här trakten är den vackraste i världen”. Så skapades myten om på vilken sida av landsvägen man skulle bo. Under 1700-talet undervisades det på gårdarna med klockarens hjälp. 1814 fick socknen sitt första skolhus med egen lärare. Som brukligt var på denna tid inreddes även fattigstugan i skolhuset. År 1865 nådde Östra Grevie sin högsta befolkningssiffra. Från 399 innevånare år 1805 hade folkmängden mer än fördubblats till 842 personer.
År 1880 var Östra Grevie socken den tätast befolkade landsförsamlingen i Sverige. Det blev svårt att skaffa arbete för alla så ”husbehovsbränningen” blev en naturlig binäring i denna trakt.
Med befolkningstillväxten blev den gamla romanska kyrkan för trång och revs. En ny kyrka i så kallad ”Eslövsgotik” byggdes något längre söderut och invigdes 1897. Unikt är att tornet placerats åt öster.
1898 grundades tegelbruket i byn och fick namnet Trelleborgs Nya Tegelbruks AB. Först 1920 fick bruket namnet Östra Grevie Tegelbruk. Till första lertaget gick en smalspårig järnväg – lerspåret som passerade tvärs över landsvägen. Tre hästar drog tre tippvagnar med ”ler” upp till ugnarna. Två år efter starten arbetade 30 man på bruket och det tillverkades 1,3 miljoner tegelstenar per år. Trots omfattande rationaliseringar har denna 100-åriga verksamhet nu gått i graven.
Att järnvägen, kontinentalbanan 1898 kom att gå över Trelleborg och därmed också över Östra Grevie – och inte över Ystad var delvis socknens driftige riksdagsman Mårten Dahns förtjänst.
Orten blomstrade
Efter järnvägens tillkomst och samhällets uppblomstring byggdes ett järnvägshotell. Här fanns också skjutsstation och på en skylt inne i lokalen stod det bland annat. ”Här skjutsas till Vellinge – 8 km, Trälleborg – 12 km”. Handelsresandena tog in här och fick härifrån hästskjuts till sina kunder, handlarna i byarna runtomkring.
En ny milstolpe i byns historia tillkom 1914. Då invigde Oxie och Skytts härads folkhögskola sin verksamhet, som sedermera fick namnet Östra Grevie Folkhögskola.
Många olika yrken
År 1910 fanns de mest skiftande yrken och arbetsplatser inom byn: handlare, lärare, urmakare, borstbindare, stenarbetare, järnvägspersonal, gipsgjutare, smed, vägmästare, vagnmakare, sadelmakare, skräddare och toffelmakare samt jordbrukare då åkerbruket var huvudnäringen. Byn hade även en mästarinna i spettkakebakning. Idag har många av invånarna i Östra Grevie sitt arbete på annan plats.

## Sevärdheter
Månstorps gavlar
I Möllevången, som idag är en del av Östra Grevie, finns Månstorps gavlar – en slottsruin som på 1500-talet var en av de mest eleganta borgarna i Skåne. På somrarna har man tidigare arrangerat flera konserter i ruinen.
Bolmers högar
Mellan Östra Grevie och Vellinge breder tre kullar ut sig med utsikt över Söderslätt och Öresund. Bolmers högar är gravhögar från bronsåldern (ca 1800–1300 f.Kr.). Kullarnas storlek tyder på att de begravda var välbärgade. Ingen annanstans i Skåne kan man skåda så många kyrktorn på en och samma gång. Inom några hundra meter finns ytterligare nio gravar.
Mopperun
Sedan 1999 arrangeras Mopperun, en mopedtävling som kallas Östra Grevies eget ”Indy 500”. År 2019 firade man 20-årsjubileum med nytt deltagarrekord med cirka 715 mopeder som deltog i evenemanget. Mopperun arrangeras av East Grevie Supers.
Östra Grevie kyrka
I Östra Grevie ligger Östra Grevie kyrka byggd 1897 i nygotisk stil med tornet åt öster, men redan på 1100-talet fanns här en romansk kyrka vilken låg en liten bit söderut från dagens kyrka.
Loppis
I utkanten av byn längs med järnvägen finns det tre loppisar.

## Kommunikationer
Östra Grevie ligger vid Länsväg 101, kallad "landsvägen", som går från Malmö och vidare över Söderslätt mot Ystad och ansluter till Riksväg 9 i Mossbystrand. Det finns också en gång- och cykelväg längs länsväg 101 mellan Käglinge i Malmö kommun och Östra Grevie och man planerar att utöka gång- och cykelvägen till Alstad i Trelleborgs kommun. 
I december 2015 invigdes Pågatågstrafiken på den upprustade Trelleborgsbanan och samtidigt invigdes pågatågsstationen i Östra Grevie med en restid till Malmö Central på knappt 20 minuter. I oktober 2016 användes stationen för över 900 resor en vanlig vardag, motsvarande 1227 resor per 1 000 invånare i tätorten.

## Bebyggelse

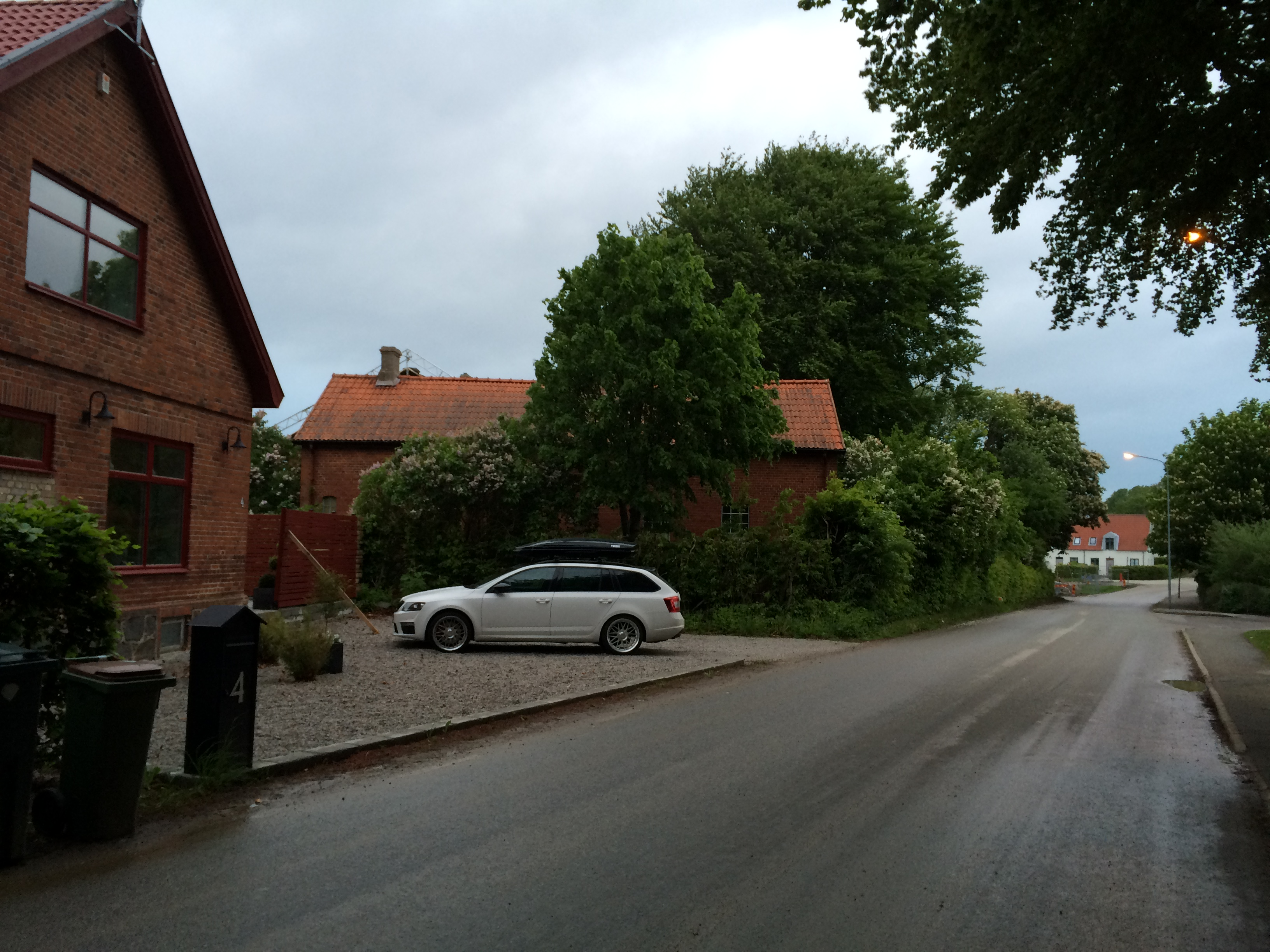
Gatuvy Steglarpsvägen, Östra Grevie
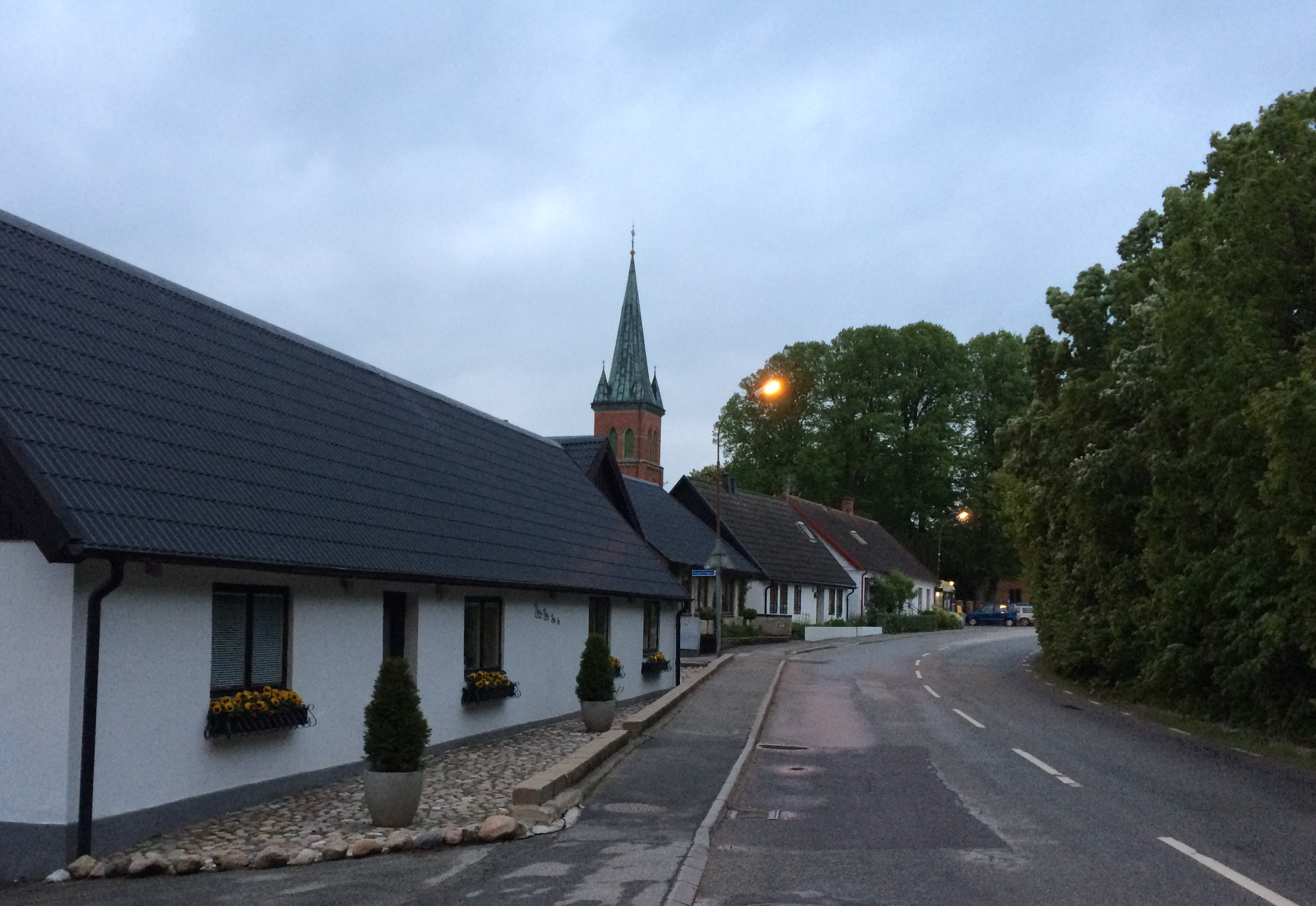
Gatuvy Gamla Landsvägen med kyrkan i bakgrunden, Östra Grevie
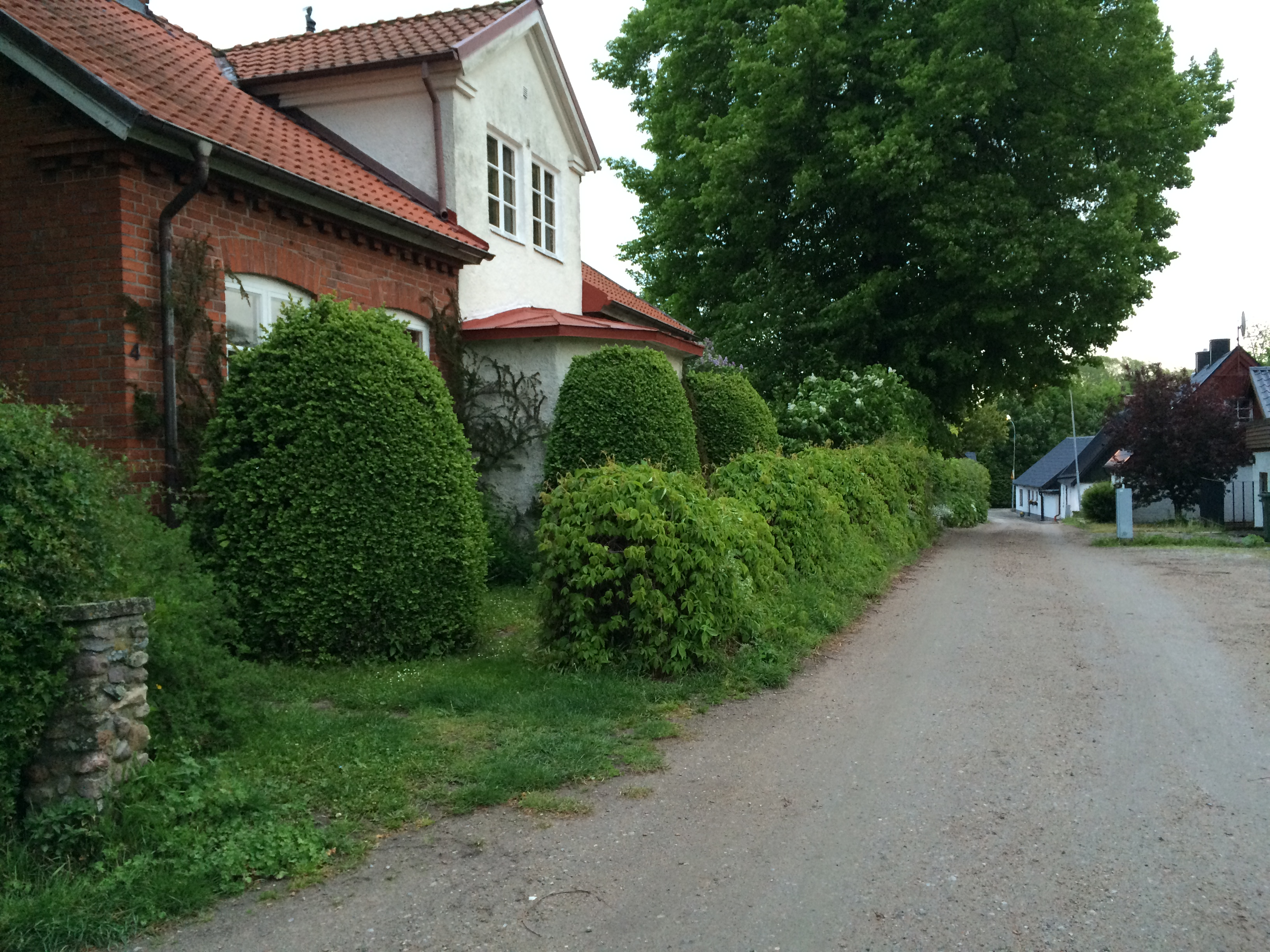
Gatuvy Kapellvägen, Östra Grevie
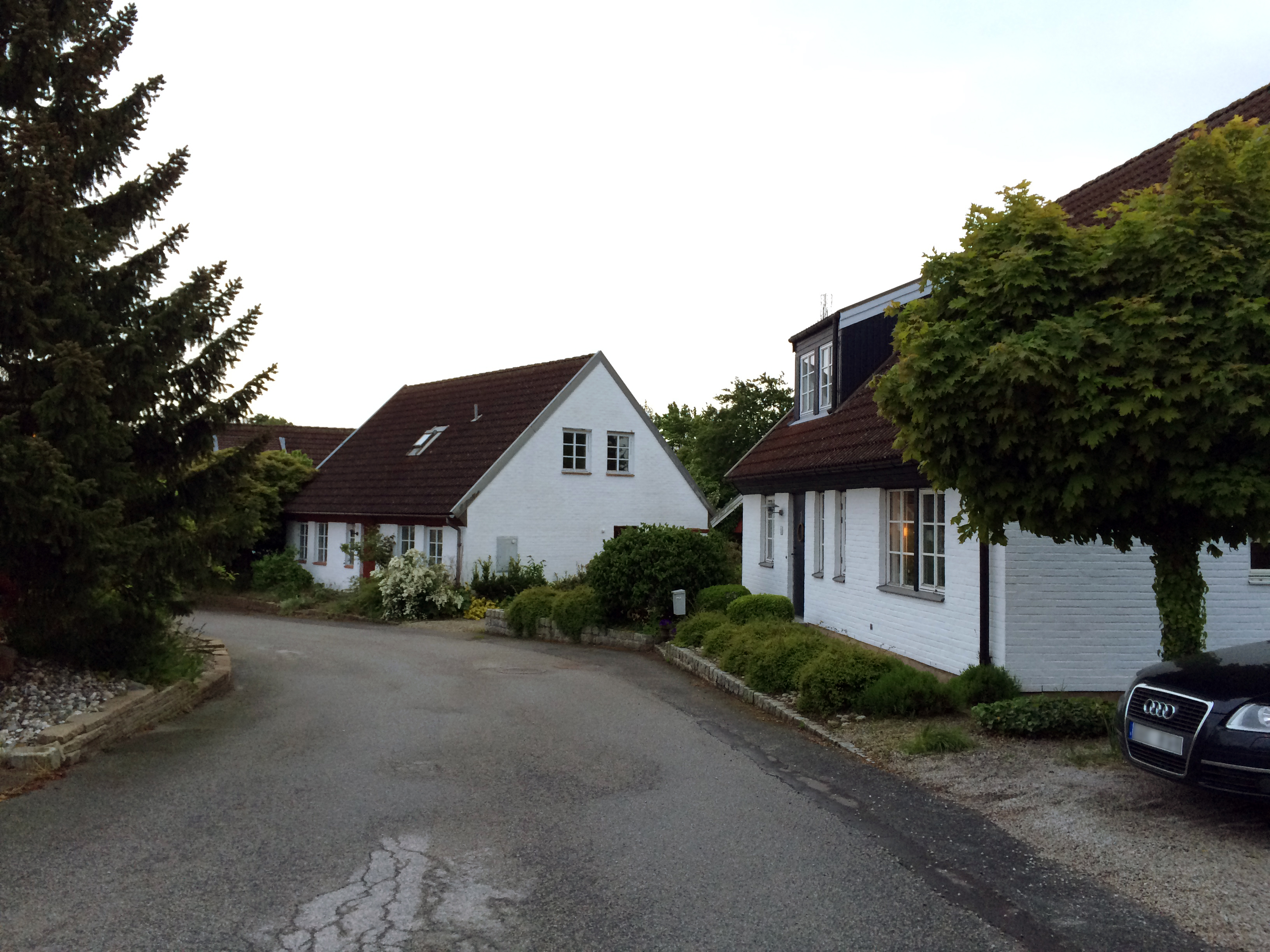
Gatuvy Bokvägen, Östra Grevie
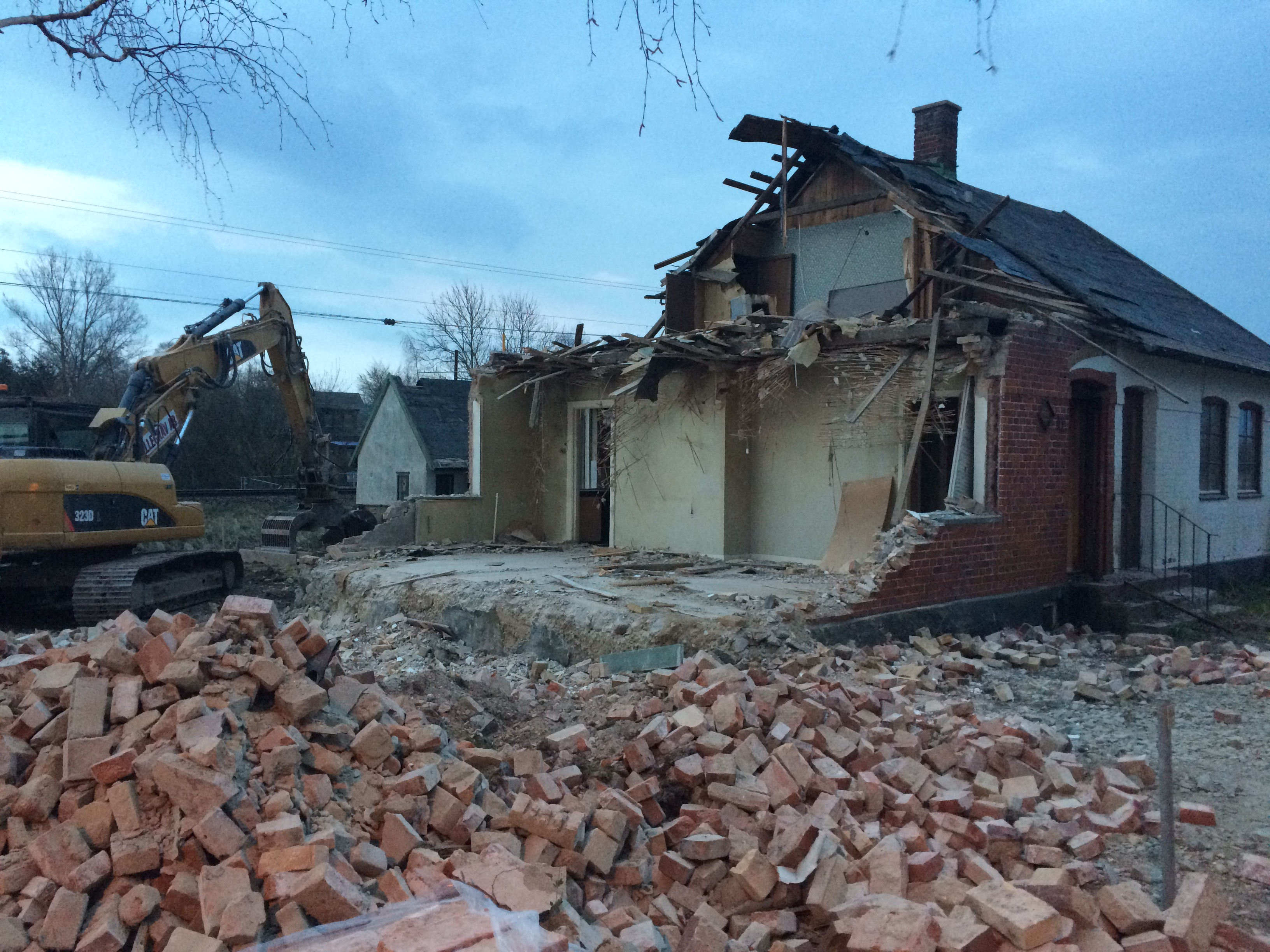
Husrivning på Kapellvägen, Östra Grevie
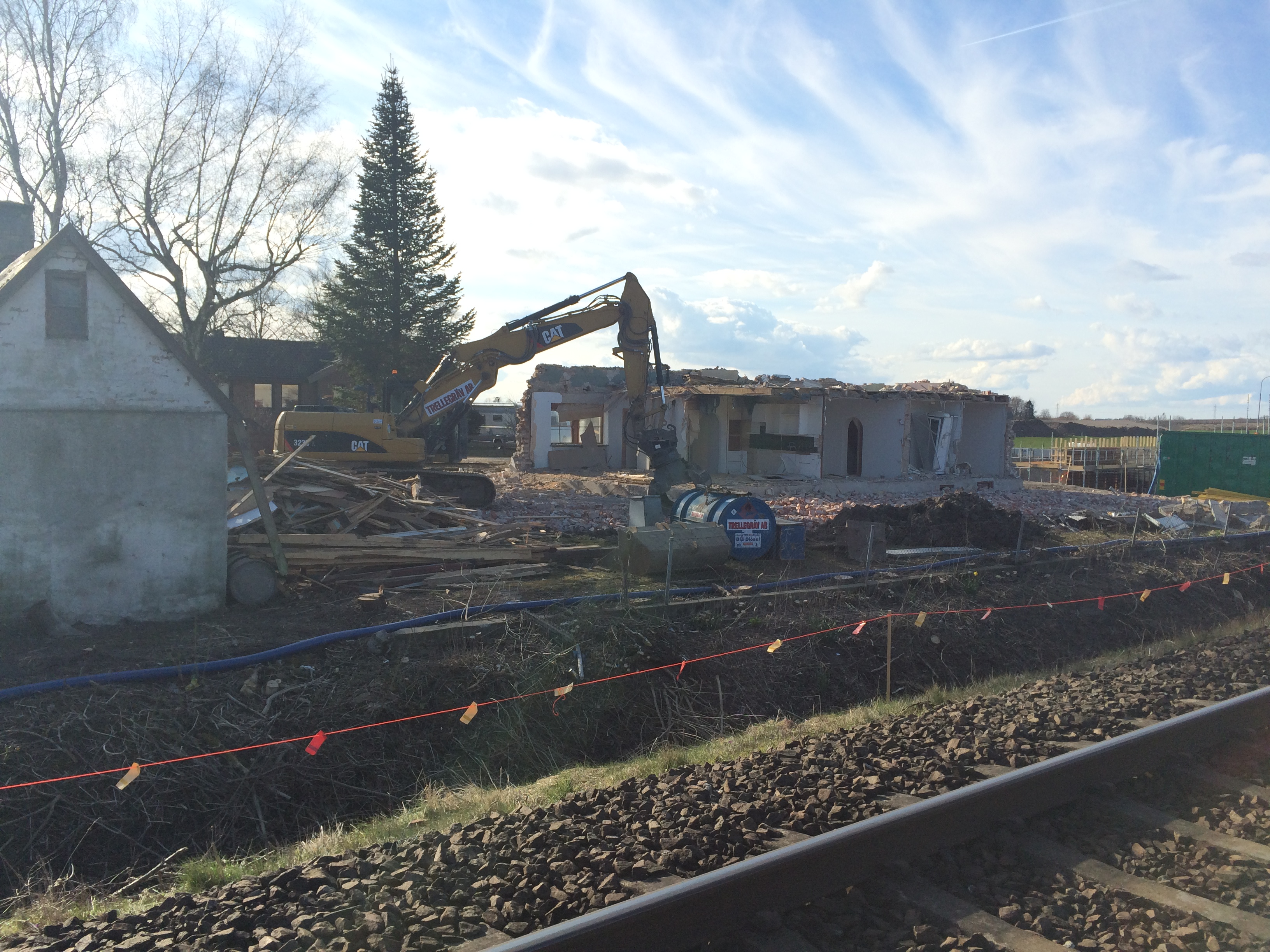
Husrivning på Kapellvägen, Östra Grevie

Bebyggelsen består till största delen av villor och äganderätter. Många av de äldre byggnaderna är delvis uppförda med tegel från Månstorps Gavlar som användes som stenbrott. Att Östra Grevie är en kyrkby med gamla anor syns på bebyggelsen kring kyrkan och kyrkogården.
Östra Grevie är en by som växer mycket tack vare satsningen på Pågatågen, som förbinder byn med Trelleborg, Malmö, Lund och Köpenhamn. Nere vid stationen med utsikt mot kyrkan har det byggts två flerfamiljshus med hyresrätter. Vidare planerar man att bygga enfamiljshus som ska säljas som bostadsrätter på marken mellan Landsvägen och järnvägen.
De äldre husen som låg i direkt anslutning till järnvägsstationen revs utom två som behölls. Idag har dessa två hus fått nya grannar i form av nybyggda villor.

## Näringsliv
Finja Prefab AB
Östra Grevie består till största delen av villabebyggelse men här finns också industrier som bland annat Finja Prefab AB.
Räddningstjänsten i Östra Grevie
I Östra Grevie arbetar cirka 20 deltidsanställda brandmän som upprätthåller jour 24 timmar om dygnet, 365 dagar om året. Brandstationen är en av fyra stationer som ingår i Räddningstjänsten Vellinge. Brandmännen skickas ut på olika typer av olyckor som till exempel trafikolyckor, bränder, akuta sjukvårdslarm och översvämningar. Dessutom är räddningstjänsten i Östra Grevie specialenhet inom djurlivräddning, med ett speciellt terränggående fordon med kran. 
Östra Grevie folkhögskola
I byn finns Östra Grevie folkhögskola – en av Sveriges största folkhögskolor, uppförd 1913 av byggmästare Nils Welin. Den invigdes 1914.

## Befolkningsutveckling
| Befolkningsutvecklingen i Östra Grevie 1960–2020 | Befolkningsutvecklingen i Östra Grevie 1960–2020 | Befolkningsutvecklingen i Östra Grevie 1960–2020 | Befolkningsutvecklingen i Östra Grevie 1960–2020 | Befolkningsutvecklingen i Östra Grevie 1960–2020 |
| ------------------------------------------------ | ------------------------------------------------ | ------------------------------------------------ | ------------------------------------------------ | ------------------------------------------------ |
|                                                  |                                                  |                                                  |                                                  |                                                  |
| År                                               |                                                  |                                                  | Folkmängd                                        | Areal (ha)                                       |
| 1960                                             | 1960                                             |                                                  | 301                                              |                                                  |
| 1965                                             | 1965                                             |                                                  | 346                                              |                                                  |
| 1970                                             | 1970                                             |                                                  | 377                                              |                                                  |
| 1975                                             | 1975                                             |                                                  | 348                                              |                                                  |
| 1980                                             | 1980                                             |                                                  | 354                                              |                                                  |
| 1990                                             | 1990                                             |                                                  | 398                                              | 43                                               |
| 1995                                             | 1995                                             |                                                  | 426                                              | 43                                               |
| 2000                                             | 2000                                             |                                                  | 416                                              | 41                                               |
| 2005                                             | 2005                                             |                                                  | 436                                              | 41                                               |
| 2010                                             | 2010                                             |                                                  | 598                                              | 44                                               |
| 2015                                             | 2015                                             |                                                  | 758                                              | 102                                              |
| 2018                                             | 2018                                             |                                                  | 793                                              | 101                                              |
| 2020                                             | 2020                                             |                                                  | 858                                              | 103                                              |
| Anm.: Sammanvuxen med Möllevången 2015           |                                                  |                                                  |                                                  |                                                  |

## Kända personer
- Hanna Hansdotter, 1701–, häxa, den sista person i Sverige som dömdes till döden för häxeri (dock blev domen inte verkställd).
- Mårten Mårtensson Dahn, 1849–1911, riksdagsman och statsrevisor.
- Tobias Norlind,1879–1947, musikforskare, tidvis verksam på orten.
- Björn Kjellman, 1963–, skådespelare och sångare, född på orten.